# Kai Miki
Kai Miki (født 19. april 1993) er en japansk fodboldspiller, som spiller for den japanske fodboldklub Montedio Yamagata.